# Сакмарская ТЭЦ
Сакмарская ТЭЦ — энергетическое предприятие в городе Оренбурге, входит в Оренбургский филиал ПАО "Т плюс".
Сакмарская ТЭЦ на 80% обеспечивает теплом Оренбург.

## История
История создания ТЭЦ уходит в 1952—1954 годы, когда были разработаны проектное задание и технический проект ТЭЦ-47 мощностью 50 МВт с установкой двух турбоагрегатов типа ВПТ-25 и ВТ-25 и трех котлоагрегатов производительностью 160 тонн пара в час каждый. В качестве основного топлива должен был использоваться бурый уголь. Позднее было решено, что ТЭЦ будет работать на местном природном газе.
Строительные работы начались в 1955 году. Однако через три года в связи с изменившимся топливным балансом и газификацией Оренбурга, развитием промышленных предприятий встал вопрос о пересмотре принятых планов по теплоснабжению города. Строительство ТЭЦ было временно приостановлено.
Позже был определен новый профиль электростанции и установлена её мощность — 200 МВт. Для этого потребовался выбор новой площадки для ТЭЦ, где в декабре 1965 года начались строительные работы.
Первый турбоагрегат Сакмарской ТЭЦ мощностью 60 тыс. кВт был введен в эксплуатацию в 1969 году.

## Производственная деятельность
Сакмарская ТЭЦ расположена на территории г. Оренбурга и предназначена для обеспечения города горячей водой, отоплением и электроэнергией. Станция имеет установленную мощность — 460 МВт и установленную паропроизводительность — 2260 т/ч (тепловая мощность 1576 Гкал/час).
В состав оборудования станции входят: 
- три котла энергетических с установленной паропроизводительностью 420 т/ч,
- два котла энергетических с установленной паропроизводительностью 500 т/ч,
- две турбины Т-55-130,
- одна турбина ПТ-60-130,
- одна турбина  ПТ-65/75-130,
- две турбины Т-110/120-130-4,
- два водогрейных котла ПТВМ-100,
- три водогрейных котла КВГМ-180.

На Сакмарской ТЭЦ установлены 6 турбогенераторов: 3 генератора ТВФ-60-2, 1 генератор ТВФ-63-2 и 2 генератора ТВФ-110-2ЕУ3.
Технологическое топливо — газ, резервное топливо — мазут. Территория мазутного хозяйства находится на территории станции, имеет отдельные выходы, состоит из 4 баков общей емкостью 40 000 м³, двух приемных резервуаров емкостью 600 м³ каждый, сливной эстакады мазутонасосной, насосной пенного пожаротушения с баком хранения пенообразователя. Отстоя в хранилищах не предусмотрено, 9000 т из мазутохранилища ежегодно перекачивается в цистерны и отправляется на другие станции (мазут также используется для опробования по графику мазутных форсунок), соответственно такое же количество мазута поступает в мазутохранилище. Объект пожароопасный, требует постоянного надзора и ухода за ним.
Электростанция имеет: компрессорную вне главного корпуса, две циркнасосных, оборудование ХВО (химводоочистка) в отдельно расположенном здании, мазутохозяйство, в том числе мазутонасосную в отдельно расположенном здании, котлы водогрейные в отдельно расположенных зданиях, очистные сооружения, средства диспетчерского и технологического управления.